# بخش بالدوین، شهرستان شربرن، مینه سوتا
بخش بالدوین (به انگلیسی: Baldwin Township) یک منطقهٔ مسکونی در ایالات متحده آمریکا است که در شهرستان شربرن، مینه‌سوتا واقع شده‌است.
 بخش بالدوین ۹۰٫۳ کیلومتر مربع مساحت و ۴٬۶۷۲ نفر جمعیت دارد و ۲۹۶ متر بالاتر از سطح دریا واقع شده‌است.